# Гарате, Хуан Мануэль
Хуа́н Мануэ́ль Га́рате (исп. Juan Manuel Gárate Cepa; род. 24 апреля 1976, Ирун, Испания) — испанский профессиональный шоссейный велогонщик, выступавший за команду Rabobank.
Одержал победу на 20-м «королевском этапе» Тур де Франс 2009.